# ماساکی توزاکی
ماساکی توزاکی (انگلیسی: Masaki Tozaki؛ زادهٔ ۲۷ اوت ۱۹۹۴) بازیکن فوتبال اهل ژاپن است.